# Võro zászló
A võro zászló (észt nyelven võrukeste lipp, võro nyelven võrokõisi lipp, vagy mind két nyelven võro lipp) az Észtország délkeleti részén fekvő Võrumaa (Võroföld) régióban élő võru nyelvű lakosság szimbóluma.

## Története

a 2004-től használt nem hivatalos zászló

A võro nép lobogójának szükségessége a võro nyelv és kultúra mozgalmával jelentkezett, amely az 1980-as évek végén indult nagyobb lendülettel. Az önálló zászló iránti igény azért merült fel, hogy az internetes nyelvválasztás során és olyan nagyobb rendezvényeken, mint a Kaika Nyári Egyetem (Kaika suveülikool / Kaika suvõülikuul) vagy az Uma Pido dal- és népfesztiválon jelképezze a võro nyelvközösséget. Az első nem hivatalos zászló 2004-ben készült el – kék-zöld alapon sárga-kék kör látható.
A hivatalos zászlót egy pályázaton választották ki, amelyet 2012. május 15-én hirdettek meg. A javaslatok benyújtásának határideje 2012. szeptember 22. volt. Összesen 32 szerzőtől 53 pályázat érkezett be. Egy bizottság választotta ki két legjobb pályázatot, amelyek közül a nyertest a helyi közösség körében lebonyolított nyílt szavazáson választották ki. A szavazás 2013. január 8-tól 31-ig tartott. 955 szavazat érkezett, és a nyertes az Evar Saar és Margus Sepman által közösen megalkotott zászló lett 504 szavazattal. Az arányokat 7:11 arányban fogadták el, ugyanúgy, mint az észt zászló esetében. Az első, ünnepélyes zászlófelvonásra 2013. február 14-én került sor a régió fővárosától, Võru városától mintegy 5 km-re keletre található Kääpa falu iskolájában.

## Értelmezése
A sötétzöld alapú zászló középső részén egy jellegzetes motívum, egy fehér nyolcszög található, amely gyakran megtalálható a võro emberek népviseletén, kesztyűn, mellényen és másutt is. Úgy gondolják, hogy a jel megvéd a gonosztól és szerencsét, boldogságot hoz. A nyolcszög nyolc sarka a régi Võru megye nyolc községét jelképezi (Urvaste, Kanepi, Põlva, Räpinä, Vastseliina, Rõuge, Harglõ és Karula), melynek fehér színe a tiszta és becsületes lelket, a sötétzöld háttér pedig a Võru régió erdőit és a természetet jelképezi.

## Fordítás
- Ez a szócikk részben vagy egészben  a   Võrukeste lipp című észt Wikipédia-szócikk ezen változatának fordításán alapul.  Az eredeti cikk szerkesztőit annak laptörténete sorolja fel. Ez a jelzés csupán a megfogalmazás eredetét és a szerzői jogokat jelzi, nem szolgál a cikkben szereplő információk forrásmegjelöléseként.
- Ez a szócikk részben vagy egészben  a   Flaga võro című lengyel Wikipédia-szócikk ezen változatának fordításán alapul.  Az eredeti cikk szerkesztőit annak laptörténete sorolja fel. Ez a jelzés csupán a megfogalmazás eredetét és a szerzői jogokat jelzi, nem szolgál a cikkben szereplő információk forrásmegjelöléseként.